# Pustka w Wolarzu

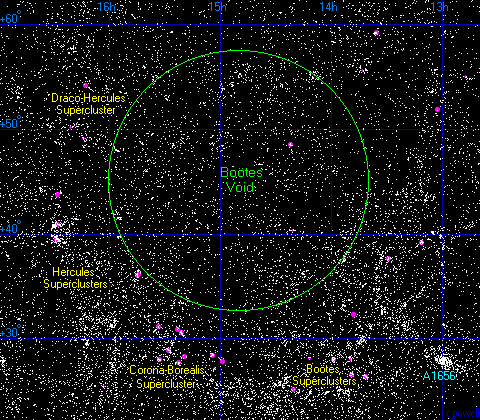
Pustka w Wolarzu w otoczeniu supergromad; galaktyki zaznaczone na obszarze pustki w większości znajdują się przed albo za nią.

Pustka w Wolarzu – pustka w przestrzeni kosmicznej o średnicy około 300 milionów lat świetlnych znajdująca się w gwiazdozbiorze Wolarza. Centrum tego obszaru znajduje się w odległości 700 milionów lat świetlnych. Jest ona położona bezpośrednio przed dwiema znanymi supergromadami galaktyk w Wolarzu.

## Odkrycie i badania
Pustka w Wolarzu została odkryta w 1981 roku przez Roberta Kirshnera, Augustusa Oemlera Jr., Paula Schechtera i Stephena Shectmana. W trakcie wykonywania przeglądu trzech małych obszarów nieba w tym regionie zauważyli oni dużą przerwę, w której nie występowały galaktyki. Obecność pustki potwierdzili w 1983 roku, gdy dokonali przeglądu całego regionu. Mapę Pustki w Wolarzu opublikowali w pracy badawczej w 1987 roku. 
Prace badawcze nad Pustką w Wolarzu innych astronomów pozwoliły odkryć w niej pojedyncze galaktyki. J. Moody, R. Kirshner, G. MacAlpine i S. Gregory w 1987 roku w swojej pracy naukowej opublikowali listę ośmiu galaktyk odkrytych w pustce. W 1988 roku M. Strauss i John Huchra ogłosili odkrycie kolejnych trzech galaktyk, a w 1989 roku G. Aldering, G. Bothun, Robert Kirshner i R. Marzke ogłosili odkrycie dalszych piętnastu galaktyk. Do 1993 roku poznano już 27 galaktyk znajdujących się w Pustce w Wolarzu, a do roku 1997 poznano ich już 60. Jednak w dalszym ciągu jest to niewielka liczba w tak wielkiej przestrzeni, gdyż przeciętny region Wszechświata o takich wymiarach zawiera wiele tysięcy jasnych galaktyk. Większość galaktyk odkrytych w Pustce w Wolarzu położona jest przy jej brzegu.

## Galaktyki w Pustce
Do galaktyk znajdujących się w pustce należą: PGC 84225, PGC 54010 (Markarian 845)  czy para zderzających się galaktyk MCG+09-25-43 i MCG+09-25-44.